# ناربورن استیت (کنتاکی)
ناربورن استیت (به انگلیسی: Norbourne Estates) شهری در ایالت کنتاکی کشور ایالات متحده آمریکا است که جمعیت آن در سرشماری سال ۲۰۱۰ میلادی، ۴۴۱ نفر بوده‌است.